# Michałowo (powiat włocławski)
Michałowo – wieś w Polsce położona w województwie kujawsko-pomorskim, w powiecie włocławskim, w gminie Boniewo.
W latach 1975–1998 Michałowo administracyjnie należało do województwa włocławskiego.
Przed 2023 r. miejscowość była częścią wsi Lubomin Rządowy.